# Tokyo Challenger 1983
Il Tokyo Challenger 1983 è stato un torneo di tennis facente parte della categoria ATP Challenger Series nell'ambito dell'ATP Challenger Series 1983. Il torneo si è giocato a Tokyo in Giappone dal 18 al 24 aprile 1983 su campi in cemento.

## Vincitori

### Singolare
Tsuyoshi Fukui ha battuto in finale  Michael Wayman con il punteggio di 6–4, 6–0

### Doppio
Charles Buzz Strode /  Morris Skip Strode hanno battuto in finale  David Dowlen /  Jeff Turpin con il punteggio di 6–3, 6–4